# Jürgen Petersen
Jürgen Petersen (* 2. April 1909 in Wiesbaden; † 10. Januar 1991 in Köln) war ein deutscher Journalist.

## Leben
Petersen entstammte einem Lübecker Pfarrhaus. Er studierte Germanistik, Geschichte und Theologie und promovierte 1934. Anschließend arbeitete Petersen als Journalist in Darmstadt, wurde Redakteur beim Berliner Tageblatt und kam 1939 zum Feuilleton der Deutschen Allgemeinen Zeitung (DAZ) unter Paul Fechter. Bei der neugegründeten Zeitung Das Reich, die als niveauvolles Aushängeschild des Regimes dienen sollte, wurde Petersen zunächst Stellvertreter Karl Korns im Kulturteil und übernahm nach dessen Entlassung im Oktober 1940 die Leitung der Rubrik.
In seinen zahlreichen Artikeln schrieb Petersen hauptsächlich über die laufenden Theater- und Filmvorführungen, daneben aber auch Betrachtungen über eine „Ungeistigkeit“ der Jugend oder Jacob Burckhardt wie auch Artikel über das Stift Ossiach sowie Albert Speer und seine Bauten. Während er in diesen Artikeln um Sachlichkeit und Objektivität bemüht war, blieb seine Besprechung des Films Die Rothschilds nicht frei vom vorherrschenden Antisemitismus, obwohl die Besprechungen der Frankfurter Zeitung und DAZ zeigten, dass es möglich war, auf Stereotypisierungen zu verzichten. Petersen stellte später den plakativen Stil seines Artikels als „Flucht nach vorn“ dar, mit der er eine Distanzierung habe anzeigen wollen. Wie bei Korn währte auch seine Zeit als Leiter des Feuilletons nur kurz, am 31. Dezember 1941 wurde er einberufen. Petersen vermutete, dass dies an seiner Ablehnung eines Aufsatzes Franz Six’ über Immanuel Kant lag, worauf Six ihm in einem Telefongespräch mit Revanche gedroht habe. Während seiner Zeit bei der Wehrmacht schrieb er PK-Berichte, die meist in der DAZ erschienen.
Seit 1946 arbeitete beim Nordwestdeutschen Rundfunk, bis er 1955 als Leiter der Hauptabteilung „Kulturelles Wort“ zum Hessischen Rundfunk ging. Von 1962 bis zu seiner Pensionierung 1974 war er Direktor des kulturellen Programms des Deutschlandfunks.